# Friedrichshain
Friedrichshain (pronunciación en alemán: /[ˈfʁiːdʁɪçsˌhaɪ̯n/ⓘ) es una parte del distrito berlinés de Friedrichshain-Kreuzberg. Creado en 1920, fue un distrito autónomo de Berlín, está ubicado en la zona este de la ciudad.  En 2001, por medio de una reforma administrativa fue fusionado con el vecino distrito de Kreuzberg. Su nombre deriva del parque verde de Volkspark Friedrichshain; ubicado en la zona norte del antiguo distrito de Friedrichshain.

## Historia
Desde su creación en 1920, Friedrichshain fue considerado un distrito de clase obrera, lo fue antes de la Segunda Guerra Mundial y durante la existencia de la RDA.
Cuando el Acta del Gran Berlín fue creada en un referéndum, incorporando así varias ciudades de los alrededores Friedrichshain unido a Vorstadt Frankfurter, ya formaba parte de Berlín y  los pueblos de Boxhagen y Stralau. Tomó su nombre del parque Friedrichshain ("Arboleda de Federico"), realizado en 1840, para conmemorar el centenario de la coronación de Federico II el Grande. Gran parte del distrito se estableció la rápida industrialización del siglo XIX y principios del siglo XX, dirigida por el crecimiento en la industria y la artesanía. A ello se debe en mucho la apertura de la línea de ferrocarril entre Berlín y Fráncfort del Óder en 1846 (actualmente cerca del sitio de la Berlin Ostbahnhof), y la apertura de la primera central de abastecimiento de agua en 1865, en la Puerta de Stralauer. A principios de 1900, el mayor empleador del distrito fue la fábrica de frenos Knorr-Bremse, en Knorrpromenade, una de las calles más atractivas de Friedrichshain, construida para albergar a los encargados de la gestión de la fábrica. 
Entre 1920 y 1930, se había convertido en un bastión de la izquierda y el comunismo, sequido se sucedían cruentos enfrentamientos entre estos y las tropas de la SA. Cuando Horst Wessel; escritor del himno nazi y miembro de la SA,  murió después de ser herido en un tiroteo en 1930, la SA, aprovechó la situación para dirigir violentos asaltos y asesinar a los disidentes y sus líderes. En 1933, al llegar los nazis al poder, el distrito pasó a llamarse Horst-Wessel-Stadt, hasta que su nombre fue restituido en 1945.
Durante la Segunda Guerra Mundial Friedrichshain fue uno de los lugares más dañados de Berlín, como consecuencia de los bombardeos aliados y el combate casa por casa. Cuando terminó la guerra, la frontera entre los sectores de ocupación estadounidenses y soviéticos se ejecutó entre Friedrichshain y Kreuzberg. Cuando el muro de Berlín fue construido en 1961, el distrito quedó dentro del lado oriental de la ciudad. 
La que se conoció como Stalinallee (hoy Karl-Marx-Allee y Frankfurter Allee), fue construida en Friedrichshain, en la década de 1940 y principios de 1950 como un proyecto de prestigio, su arquitectura recuerda mucho al de los bulevares de la era soviética de Moscú. También fue el escenario del levantamiento de 1953, cuando un contingente de trabajadores provocó protestas en el este de Alemania que fueron reprimidas con la intervención soviética.

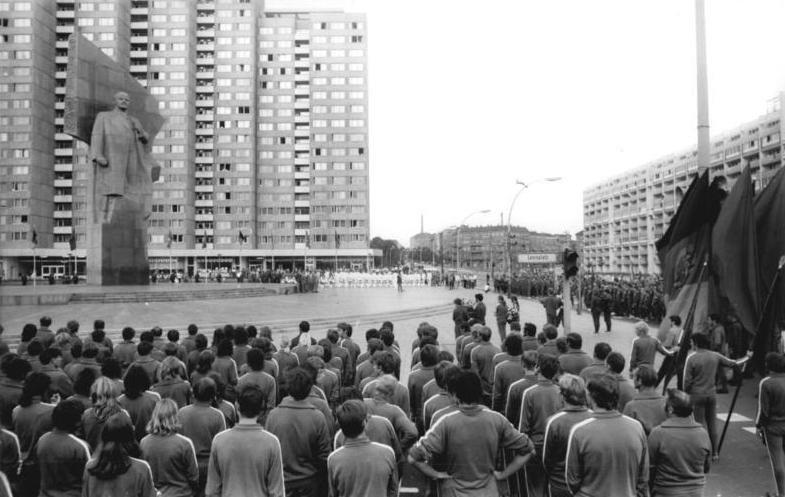
Plaza Lenin en Friedricshain, durante una reunión de la Juventud Alemana en protesta contra la guerra en Vietnam

Durante la década de 1960 se hicieron grandes remodelaciones en el distrito, dando como resultado modernos y altos edificios de apartamentos colectivos y un nuevo aspecto de la plaza Lenin. 
El 19 de abril de 1970 en esta plaza se colocó una enorme estatua de Lenin diseñada por Nikolái Tomsky de 19 metros de altura, hecha de granito rojo; con motivo del aniversario de su nacimiento.

Escudo de Friedrichshain entre 1987 y 1991.

Escudo de Friedrichshain entre 1991 y 2003.

Hacia 1991, diputados alemanes votaron a favor de eliminar el monumento, mientras algunos ciudadanos de Berlín aplaudieron la decisión a otros no les agradó mucho. En Friedricshain se formó un grupo de Iniciativa Ciudadana del distrito con el apoyo del partido Alianza 90/Los Verdes para salvar el monumento, incluso artistas de la Nueva Sociedad Alemana de Bellas Arte, considerándola parte principal del conjunto arquitectónico de la plaza, colocaron una pancarta en la estatua con el lema “No a la violencia” en alusión al usado en las manifestaciones del lunes en la RDA, como última medida residentes locales presentaron una demanda contra la eliminación, sin embargo a pesar de los esfuerzos por conservarla, se decidió iniciar su desmantelamiento concluyendo en febrero de 1992, luego las piezas fueron enterradas en el bosque de Seddinberg  en Müggelsee.
La desaparición del monumento es parte simbólica de la película Good Bye, Lenin!, sin embargo su desmantelamiento real tuvo que ser en piezas y tardó varios meses. Dicho desmantelamiento tuvo un coste de 100.000 marcos.  
Debido a múltiples actos de vandalismo, en el lugar donde está enterrado, en julio de 2009, se anunciaron planes de que la cabeza de la estatua de Lenin junto a con otras partes de monumentos serán acogidos por la Ciudadela de Spandau en Berlín para formar parte de la exposición "Berlín y sus monumentos" con exhibición permanente a partir 2012.

## Estilo de vida
Después de la caída del Muro de Berlín en noviembre de 1989 y la reunificación alemana, Friedrichshain comenzó a desarrollar una reputación de distrito joven y dinámico, en parte gracias a las bajas rentas y los muchos apartamentos vacíos, que atrajeron la atención de nuevos ocupantes originarios de Berlín Occidental.
Junto a los vecinos distritos de Mitte, Prenzlauer Berg, Kreuzberg, Friedrichshain es considerada una de las zonas más populares de Berlín, y es el hogar de muchas creaciones y numerosas empresas de medios como MTV Europa Central. Es conocido por sus numerosos bares, clubes, pubs y cafés, concentrados en las inmediaciones de Simon-Dach-Strasse y Boxhagener Platz. Hay numerosos okupas en Friedrichshain, en particular en Rigaer Straße. En contraste con los distritos más aburguesados y caros de Prenzlauer Berg y Mitte, Friedrichshain tiene mal ambiente, y sus alquileres muy bajos tras la reunificación alemana atrajeron a estudiantes y artistas. En la actualidad numerosas obras de restauración están en marcha y Friedrichshain se está desarrollando a un ritmo rápido cada vez más aburguesado.

## Lugares de interés
- East Side Gallery, una parte del muro de Berlín que se convirtió en una galería internacional al aire libre,
- Karl-Marx-Allee, una avenida bordeada de edificios de estilo estalinista, originalmente llamada Stalinallee
- Frankfurter Tor, dos torres hito en Karl-Marx-Allee, que se asemejan a las cúpulas de la iglesia en Gendarmenmarkt
- Oberbaumbrücke, una carretera y el puente de ferrocarril que conecta Kreuzberg y Friedrichshain, construido de ladrillos del norte de Alemania
- Märchenbrunnen (Fuente de los cuentos de hadas) en Volkspark Friedrichshain.
- Simon-Dach-Strasse, la calle con numerosos pubs.
- Boxhagener Platz, el corazón de la Kiez Friedrichshain.
- Straße der Pariser Kommune, una calle que inicia una cuadra al norte de la Karl-Marx-Allee y se extiende hasta las orillas del río Spree,
- Samariterviertel con el Samariterkirche (Iglesia del Buen Samaritano)
- Berlin Ostbahnhof
- Volkspark Friedrichshain, con su memorial dedicado a los soldados polacos y alemanes antifascistas,
- Skatehall Berlín, Revaler Strasse 99

Como curiosidad, en la película Good Bye, Lenin!, el apartamento de la madre de Alex está ubicado en el distrito berlinés de Friedrichshain. También gran parte de las escenas se grabaron en este distrito - incluida una de las más importantes, cuando la madre de Alex decide salir del apartamento. A pesar de ello, Denis sólo menciona Friedrichshain en las noticias montadas después de esa escena.